# Il saprofita
Il saprofita è un film del 1974 scritto e diretto da Sergio Nasca.

## Trama
In un paese della Puglia, il seminarista Ercole va a fare l'autista e l'infermiere di Parsifal, figlio paraplegico dei padroni, in una ricca e bigotta famiglia di proprietari terrieri. Ercole diventa ben presto l'amante della moglie del padrone, la bella baronessa Clotilde. In un contesto familiare e sociale dove contano solo il denaro, il sesso e il potere, tutti cercano di approfittare di tutti, ma il vero saprofita, ovvero l'organismo vegetale che si nutre di sostanze organiche in decomposizione, si rivela essere proprio Ercole.

## Produzione
Il film segna l'esordio di Sergio Nasca, già assistente di Marco Bellocchio, ed è il primo film per gli attori Al Cliver e Carlo Monni.
Il film è stato interamente girato ad Ostuni nel 1973. Esiste un'edizione DVD distribuita da Cecchi Gori Home Video.